# Weert vasútállomás
Weert vasútállomás vasútállomás Hollandiában, Weert községben, Weert településen.

## Vasútvonalak
Az állomást az alábbi vasútvonalak érintik:
- Eindhoven–Weert-vasútvonal
- Budel - Vlodrop-vasútvonal
- Vasrajna

## Kapcsolódó állomások
A vasútállomáshoz az alábbi állomások vannak a legközelebb:
- Maarheeze vasútállomás (Eindhoven vasútállomás, Eindhoven–Weert-vasútvonal, északnyugat)
- Roermond vasútállomás (Budel - Vlodrop-vasútvonal, kelet)